# Mid-Ohio Sports Car Course
Mid-Ohio Sports Car Course é um autódromo misto localizado no Condado de Morrow, Ohio, Estados Unidos.

## História

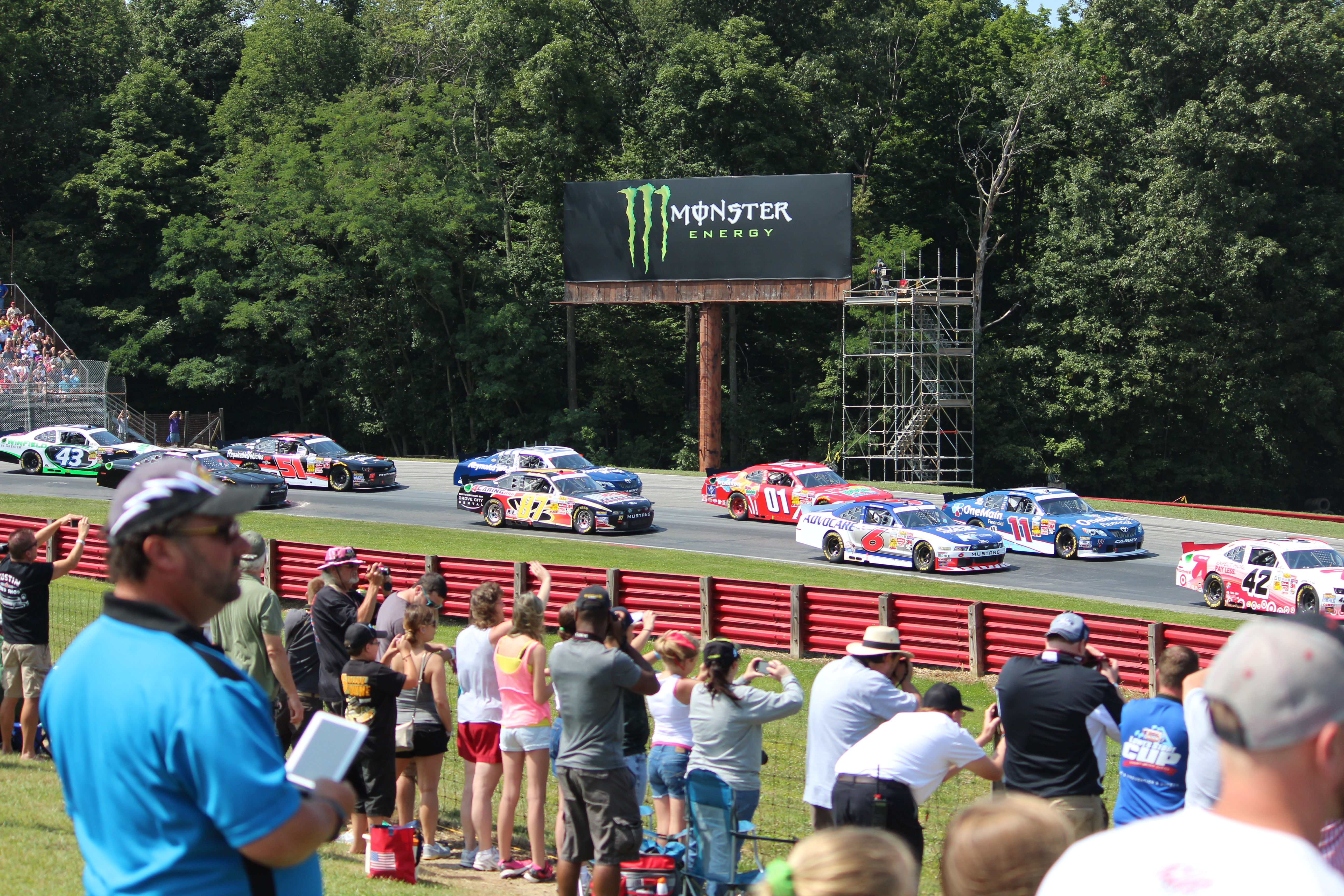
Corrida da NASCAR Xfinity Series em 2014.

O circuito foi inaugurado em 1962 recebendo corridas da United States Road Racing Championship até 1968, recebeu a IMSA GT Championship entre 1972 e 1993, recebeu a U.S Formula 5000 entre 1970 e 1976 e recebeu a Can-Am entre 1977 e 1980.
Em 1980 recebeu sua primeira corrida da CART tendo a corrida vencida por George Follmer, recebeu corridas initerruptas da categoria entre os anos de 1983 a 2003 quando a nova categoria preferiu o Grande Prêmio de Cleveland para suas corridas no estado de Ohio.
Em 2000 o circuito passou a receber corridas da Rolex Sports Car Series e em 2001 da American Le Mans Series, ambas as categorias correram até 2012.
Em 2007 a Indy Racing League passou a correr no circuito, em 2013 a NASCAR Xfinity Series passou a correr no circuito até 2021, quando foi trocada pela NASCAR Truck Series em 2022.

## Traçado

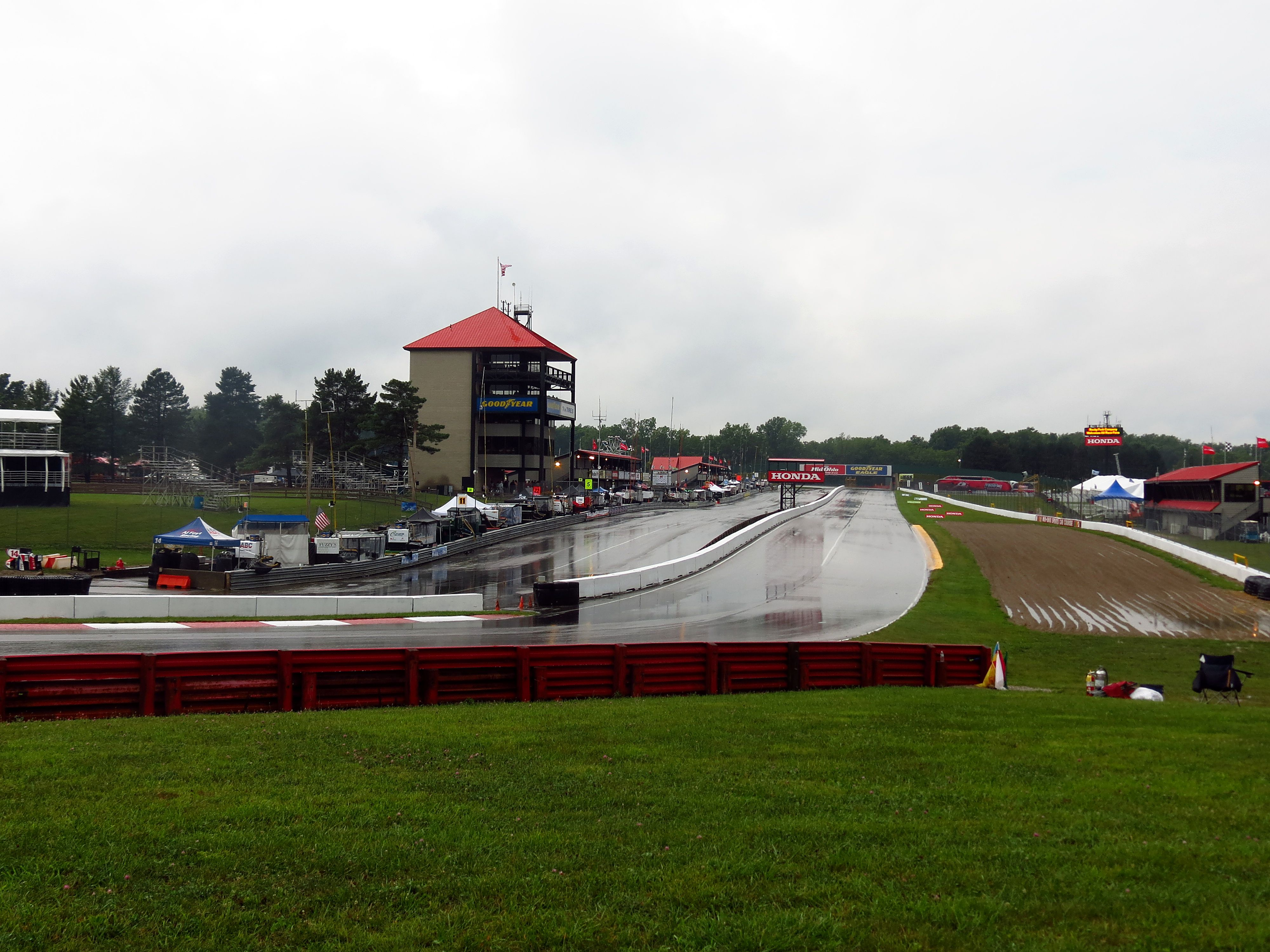
Reta principal do circuito.

A pista tem 2.4 milhas (3.86 km) de comprimento com 15 curvas. A linha de largada parada está localizada ao lado dos pit-stops, a linha de largada em movimento fica na reta oposta.